# داده ترتیبی
داده‌های ترتیبی (به انگلیسی: Ordinal data) یک نوع داده آماری و طبقه‌ای است که در آن متغیرها دارای دسته‌های طبیعی و مرتب هستند و فاصله بین دسته‌ها مشخص نیست. : ۲ این داده‌ها در مقیاس ترتیبی، یکی از چهار سطح اندازه‌گیری که توسط اس اس استیونز در سال ۱۹۴۶ توصیف شد، وجود دارد. مقیاس ترتیبی با داشتن رتبه‌بندی از مقیاس اسمی متمایز می‌شود. همچنین با مقیاس فاصله و مقیاس نسبت متفاوت است زیرا عرض دسته‌بندی ندارد که نشان‌دهنده افزایش‌های مساوی از ویژگی اصلی باشد.
یک مثال معروف از داده‌های ترتیبی، مقیاس لیکرت است. نمونه‌ای از مقیاس لیکرت عبارت است از: : ۶۸۵ 
| مانند | مانند تا حدودی | خنثی | تا حدودی دوست ندارم | دوست نداشتن |
| ----- | -------------- | ---- | ------------------- | ----------- |
| ۱     | ۲              | ۳    | ۴                   | ۵           |